# 香港沙田萬怡酒店

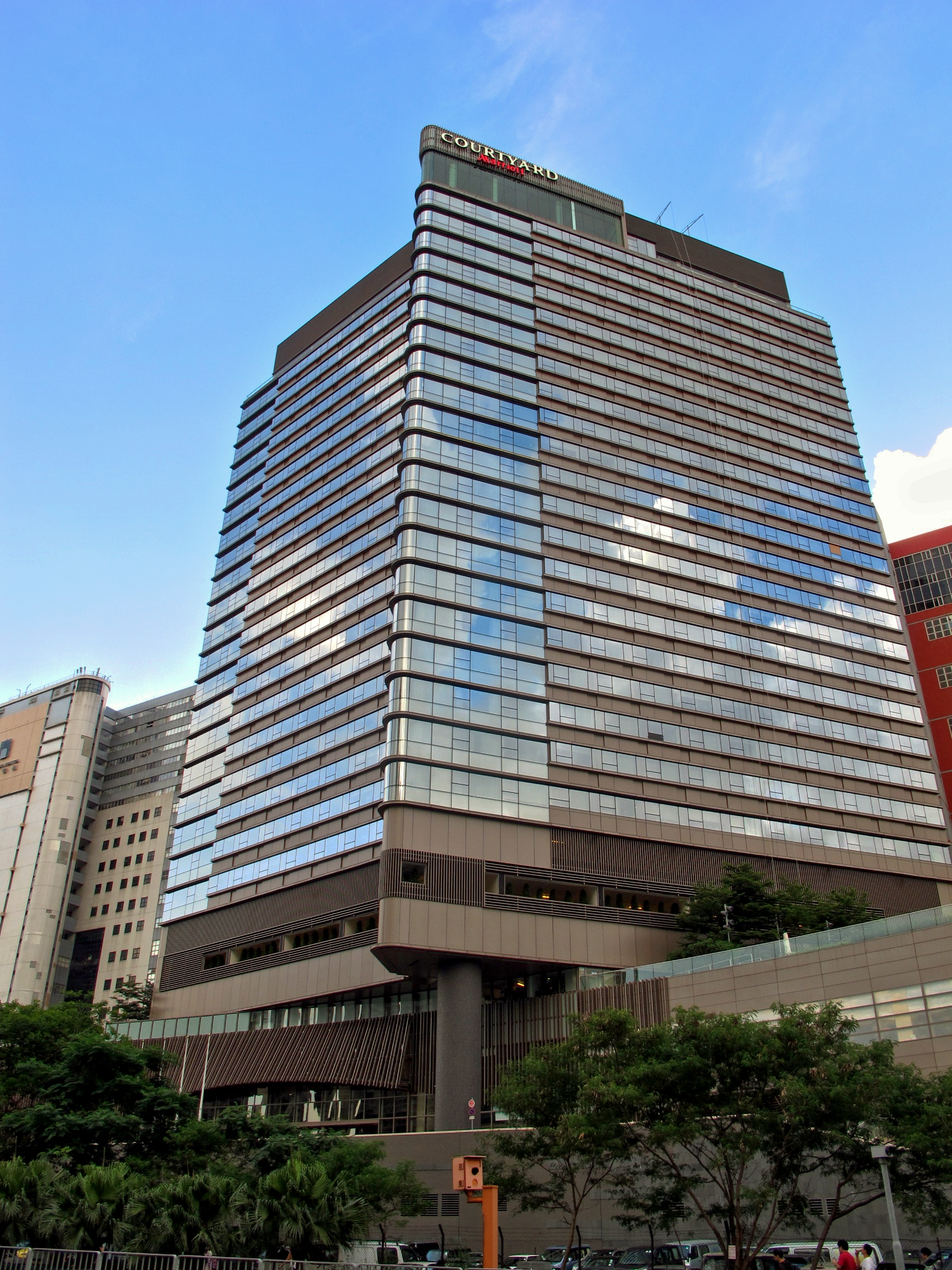
香港沙田萬怡酒店

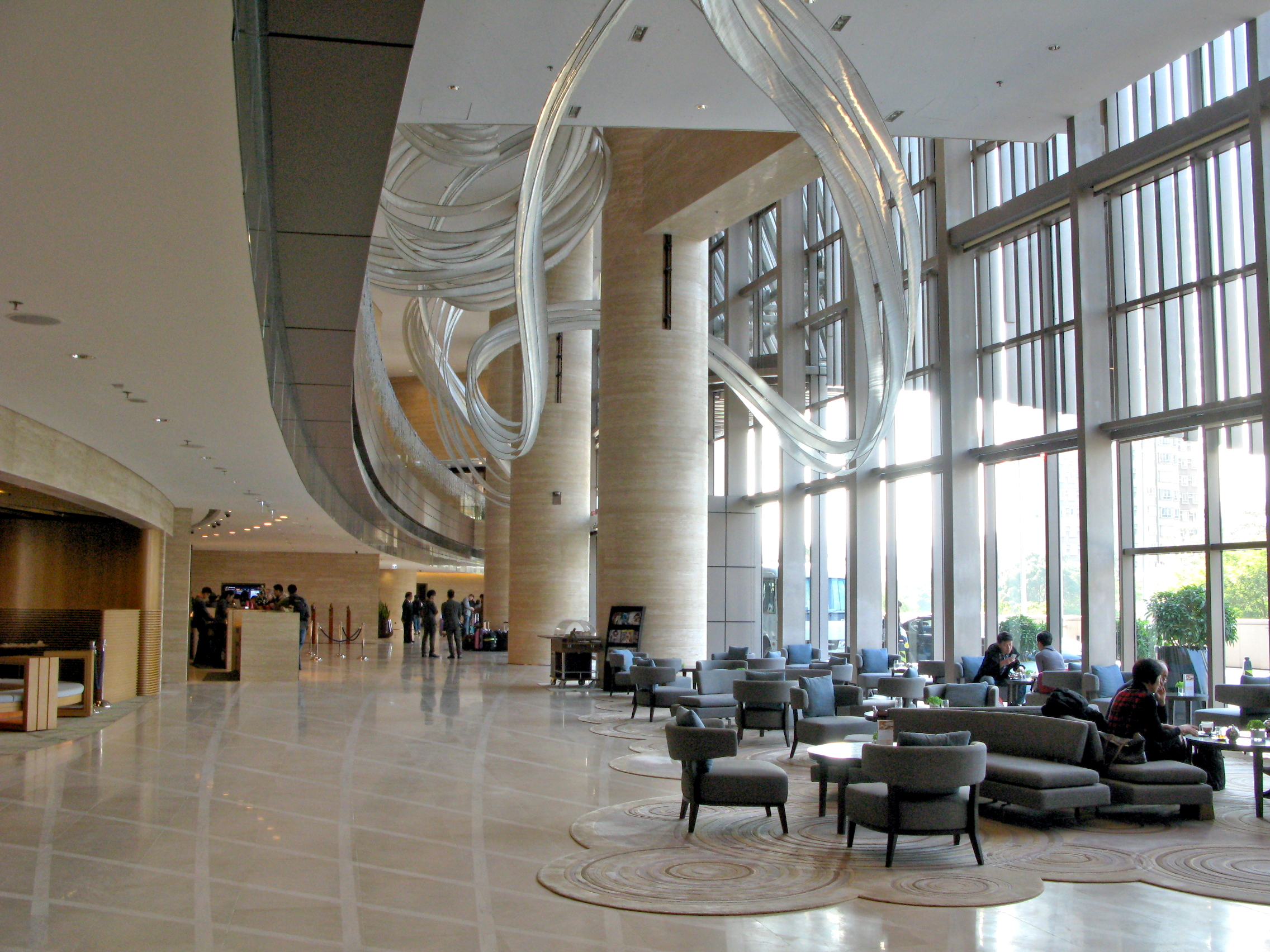
酒店大堂

香港沙田萬怡酒店（英語：Courtyard by Marriott Hong Kong Sha Tin），位於香港新界沙田石門安平街1號，由南豐集團投資20億港元發展，由萬豪國際集團管理，提供524個房間，於2013年2月開幕。

## 酒店設施
酒店設室外游泳池、健身中心、商務中心及8间会议室。食肆方面，位於2樓的MoMo Café咖啡廳和大堂酒廊餐廳提供各種國際美食、當地中餐和歐陸菜餚。頂層設行政酒廊及LEVELthirty观景酒廊。
酒店基座設商場，租戶包括惠康超級市場、萬寧、麥當勞及婚宴場地ClubONE。

## 途徑之公共交通服務
酒店亦提供免費班車服務往返港鐵沙田站。

## 鄰近
- 濱景花園
- 新界鄉議局大樓
- 綠在沙田

## 外部連結
- 官方網頁 （页面存档备份，存于）